# Белопашцы
Белопашцы — в Российской империи название сельских обывателей, владевших собственной землей и освобожденных от податей и повинностей, в противоположность «черносошным крестьянам», то есть крестьянам, обложенным государственными сборами и повинностями.
Пожалование крестьянам земель в вотчину, с «обелением» от всех податей и повинностей (то есть с предоставлением преимуществ, которыми пользовались лишь высшие сословия), было очень редким и относились лишь к двум первым десятилетиям XVII века. Такого рода преимущества жаловались лишь в виде исключения, за особые государственные заслуги.

## Коробовские белопашцы
В узком смысле слова название «белопашцы» относилось к жившим в селе Коробово Костромской губернии и уезда потомкам крестьянина Ивана Сусанина, пострадавшего для спасения жизни царя Михаила Фёдоровича, когда во время пребывания его в своей костромской вотчине — селе Домнино, в 1613 году Сусанин не открыл полякам, несмотря на доведшие его до смерти пытки, местопребывания царя. В 1619 году, по совету и прошению матери своей, царицы-инокини Марфы Иоанновны, Михаил Фёдорович грамотой от 30 ноября пожаловал «за службу, за кровь и за терпение» Сусанина зятю его Богдану Собинину, крестьянину дворцового села Домнина в Костромском уезде, половину деревни Деревнищи, в которой он жил, всего 1½ четверти выти земли, и велел обелить их Собинину со всем его потомством: «на нем на Богдане и на детях его и на внучатах и на правнучатах, наших никаких податей и кормов и подвод и наметных всяких столовых и хлебных запасов и в городовые поделки и в мостовщину и в иные ни в какие подати писать с них не велели, велели им полдеревни во всем обелить и детям их и внучатам и во весь род их неподвижно» . С тех пор потомков Сусанина соседи их стали называть «Белянами» и название это сохранилось в народе по крайней мере до конца XIX века. Название же таких крестьян белопашцами встречается уже в позднейших грамотах. После смерти Марфы Иоанновны (1631) село Домнино отдано было, на поминовение души её, московскому Новоспасскому монастырю, а архимандрит его стал требовать в пользу монастыря всяких доходов с обелённой части половины деревни Деревнищи. Тогда Михаил Феодорович новой жалованной грамотой 30 января 1633 года заменил эту землю пустошью Коробовом, села Красного, приселка Подольского, Костромского уезда, в которой, по писцовым книгам 1632 года, считалось 18 четвертей и 70 копён сенных покосов. Затем, жалованной грамотой 5 августа 1644 года, хранившейся у коробовских белопашцев, не разрешено въезжать в Коробово ни воеводам, ни сыщикам и никому ни для каких дел, не посылать от себя посланных, а по всем касающимся до белопашцев делам повелено ведать их только в приказе Большого дворца. Впоследствии цари Пётр и Иван Алексеевичи, в сентябре 1691 года, подтвердили дарованные белопашцам прежними грамотами преимущества. В 1767 году белопашцы, числом 76 душ мужского пола и 77 душ женского, обратились в правительствующий сенат с ходатайством о подтверждении их прав. Императрица Екатерина II 18 декабря 1767 года исполнила их желание, указав, однако, чтобы они из посторонних в своё звание отнюдь никого, ни под каким видом не принимали, и подчинила их ведению Дворцовой канцелярии. В 1834 году бедность белопашцев обратила на них внимание императора Николая I, который повелел собрать точные о них сведения и составить соображения о приведении их в лучшее положение. Это расследование выяснило любопытные для истории обычного права подробности. Так, например, земля в селе Коробове переходила по наследству, «по дворянству» (по местному выражению), причем в случае отсутствия нисходящих родственников владельца могла переходить и к восходящей линии; дочь получала равную долю с братьями, возвращая её в случае выхода замуж за постороннего; девица, вышедшая замуж за белопашца, передавала свои права на землю детям, если у неё не было братьев, а в случае бездетной смерти муж получал 1/7 долю земли, остальное же переходило в прежний род и т. д. Руководствуясь этими сведениями, особый комитет, составленный из министров двора, финансов и внутренних дел, 16 февраля 1836 года положил:
- Вновь подтвердить предоставленные коробовским белопашцам прежними грамотами льготы и разрешить пользоваться ими, пока они пребывают в крестьянском состоянии. При переезде в города и переходе в мещанское или купеческое звание, они сохраняли все личные преимущества, подвергаясь лишь платежу гильдейских и городских денежных повинностей.
- Наделить их достаточным количеством земли, которой и отведено им вновь из казенных пустошей всего 742 десятины 253 квадратных сажени, не в частное каждого лица, а всего их рода и мирского общества владение.
- Оставить белопашцев в дворцовом заведовании, вверить попечительство над ними министру Императорского двора, а местное наблюдение костромскому губернатору, который тем не менее не мог въезжать в селение без разрешения министра двора, кроме случаев особенной важности, о которых следовало доносить министру двора впоследствии.

Новое положение было утверждено императором 27 февраля 1836 года, а 14 (26) марта 1837 года белопашцы были удостоены жалованной грамоты императора, заключавщей в себе изложение вышеприведенного положения, вошедшего также в Свод законов Российской империи (том V, ст. 7, п. 1 приложение).

## Обельные крестьяне и вотчинники
Другим примером обеления были так называемые «обельные вотчинники и крестьяне».